# Pavonia bullulata
Pavonia bullulata là một loài thực vật có hoa trong họ Cẩm quỳ. Loài này được Hochr. ex Chodat & Hassl. mô tả khoa học đầu tiên năm 1905.